# Ba Trang
Ba Trang là một xã thuộc huyện Ba Tơ, tỉnh Quảng Ngãi, Việt Nam.
Xã Ba Trang có diện tích 147,84 km², dân số năm 1999 là 2090 người, mật độ dân số đạt 14 người/km².